# Ляпин, Аркадий Юрьевич
Аркадий Юрьевич Ляпин (род. 1963) - советский и казахстанский игрок в  хоккей с мячом.

## Карьера
Воспитанник алма-атинского хоккея с мячом. Начиная с 1982 года до расформирования команды в 1994 году защищал ворота «Динамо». С 1994 года - в  сборной Казахстана. На чемпионате мира 1995 года защищал ворота казахстанской сборной.
Является Президентом Федерации хоккея с мячом Алма-Аты и Алматинской области Казахстана.

## Достижения
Чемпион СССР — 1990 

 Бронзовый призёр чемпионата СССР — 1983 

 Бронзовый призёр чемпионата СНГ — 1992 